# Єгарбаал
Єгарбаал (Егадбаал) (д/н — бл. 450 до н. е.) — цар Бібла близько 475—450 року до н. е.

## Життєпис
Син царя Урумілку II. Посів трон близько 475 року до н. е. Відомий за написом на стелі, присвяченій завершенню відновлення храму фінікійської богині Баалат-Гебал.
Стосовно діяльності обмаль відомостей. вважається, що продовжив розвиток міста, про що свідчить активізація будівельних робіт зі спорудження палаців, храмів та громадських будівель. напевне саме в цей період відбулося остаточно відродження економіки Бібла. Йому спадкував син Єхавмілку II.